# Splachovací záchod

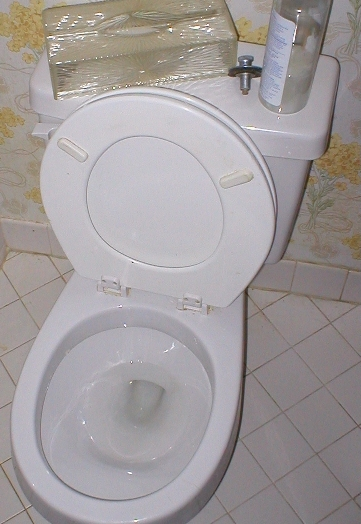
Splachovací záchod

Splachovací toaleta (mezinárodní zkratka WC z angl. water closet) je zařízení, ve kterém voda odvádí exkrementy do kanalizace nebo jímky (septiku); tím se liší od suchého a chemického záchodu.

## Historie
První doložený splachovací záchod je datován do roku 1596, kdy sir John Harington pro Alžbětu I. vynalezl splachovací toaletu, kterou pojmenoval The Ajax. Jeho návrh byl v Anglii zdrojem posměšků, tento vynález byl však přijat ve Francii pod jménem Angrez. Další výrazné vylepšení nastalo v roce 1738, kdy J. F. Brondel vynalezl splachovací toaletu ventilového typu.
Roku 1775 Alexander Cummings vynalezl vodní uzávěr (S-trap – britský patent číslo 814), který je používaný dodnes. Tento uzávěr využívá stojící vodu na uzavření výpustu mísy, což zabraňuje úniku kalního vzduchu z kanalizace. Jeho design měl posuvný ventil ve výpustu mísy nad vodním uzávěrem. O dva roky později 1777 Samuel Prosser vymyslel pístový (plunžrový) klozet, který se stal i prvním americkým záchodovým patentem (1857).
V roce 1778 vynalezl Joseph Bramah visící (otočný) ventil, který uzavíral dno mísy a plovoucí ventilový systém pro splachovací nádrž. Tento model se nejvíce ujal na lodích. V roce 1819 získal Albert Giblin britský patent (č. 4990) na Tichý bezventilový omezovač vodního odpadu, což byl sifonový odtokový systém – převratné řešení zápachu z kanalizace. V roce 1852 J. G. Jennings vynalezl splachovací záchod s mělkou mísou vyprázdňující se do vodního uzávěru ve tvaru písmene S.
Giblinův systém se prosadil poté, co v roce 1880 Thomas Crapper založil kanalizační firmu, která budovala splachovací toalety podle něj. Když firma dostala královskou licenci, stalo se Crapperovo jméno synonymem pro splachovací toalety. I když nebyl původním vynálezcem, Crapper zpopularizoval sifonový systém na vyprázdnění nádrže nahrazující dřívější plovoucí ventilový systém, který byl náchylný k přetékání. Některé Crapperovy designy navrhl Thomas Twyford, který v roce 1885 zhotovil první jednodílnou porcelánovou toaletu se splachovacím sifonem od J. G. Jenningse. V roce 1886 vyrobila anglická firma Beaufort Works první tryskovou splachovací toaletu.

### České země
Domy s moderními splachovacími záchody (dle tehdejší terminologie water–closety nebo anglické záchody) byly v Čechách stavěny již v 70. letech 19. století.

## Sifon

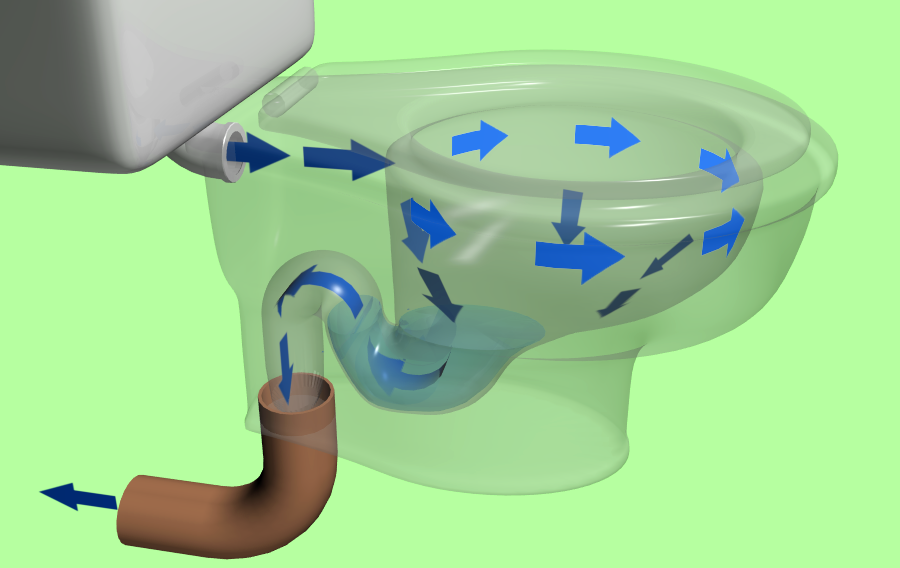
Princip sifonu

Sifon je vodní uzávěr, zpravidla zabudovaný v porcelánové záchodové míse, který zabraňuje úniku zápachu z kanalizace. Obvykle je viditelný jako ohnutá roura vyčnívající zezadu. Za normálního stavu mísa obsahuje malé množství vody, které stačí na vytvoření vzduchového uzávěru v sifonové rouře. Po spláchnutí se do mísy dostane rychle takové množství vody, které způsobí dostatečný proud k zaplnění sifonu, což vede k vyprázdnění obsahu mísy. Proud se zastaví, když hladina kapaliny v míse klesne pod první oblouk sifonu, což vede k obnovení základního stavu.

## Splachovací mechanismy

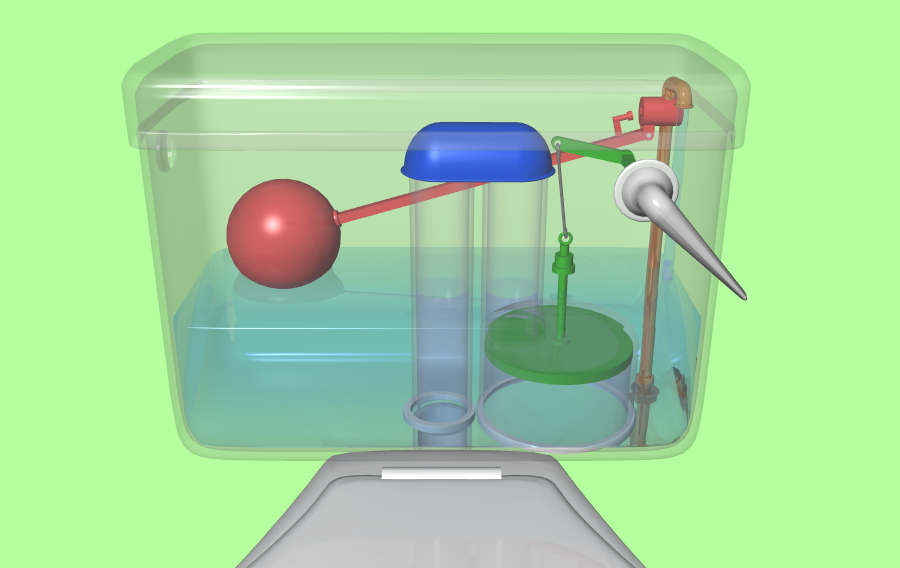
Plovák po napuštění nádrže

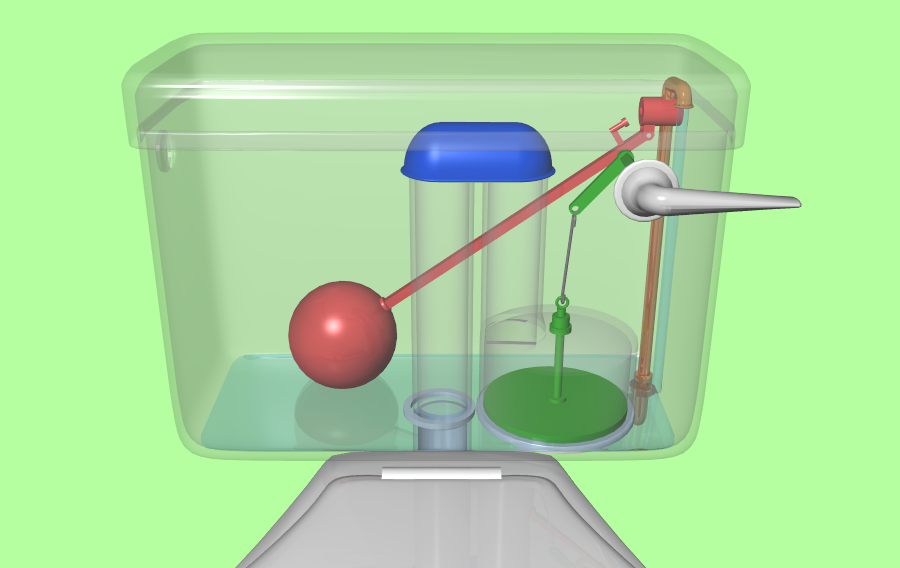
Plovák po vypuštění nádrže

V současné době existuje celá řada splachovacích systémů, přičemž historicky nejstarší a v domácnostech dosud nejpoužívanější je manuální mechanismus, tzv. přímý splachovač. Uživatel po použití stiskne knoflík či zatáhne za splachovací páku (tj. klika přímo připojená na splachovač) a tím otevře ventil umožňující vodě z rozvodního potrubí proudit do mísy.
V současné době se ve veřejných budovách používají přímé splachovací instalace, kde je instalován senzorový systém, který automaticky spláchne, jakmile uživatel odejde. Tento systém používá infračervený senzor na detekci přicházejícího uživatele a pak čeká na jeho odchod. Elektromagnet (solenoid) je použit na spuštění splachování ze šestivoltové baterie v jednotce, která též napájí senzorový obvod.
Ventil těchto systémů obsahuje pneumatický mechanismus, který ho zavírá po nastaveném čase. Tento systém nepožaduje zásobní nádrž, ale vyžaduje velký objem vody na krátký čas. Proto je třeba použít minimálně 19 mm (3/4 palce) silnou rouru a ještě lépe 25 milimetrů (1 palec) silnou rouru. Velký objem je použit jen na krátkou dobu, proto postačuje na spláchnutí málo vody Přímé ventily jsou regulovány zařízením nazývaným "splachovací měřič", který měří určité kontrolované množství vody na spláchnutí. Přímé splachování má nejefektivnější využití vody, protože používá vodu při plném tlaku a objemu. Schopnost vody vykonat práci při úklidu odpadu z toaletní mísy je dána vztahem „tlak krát objem“. Typický tlak v budovách, kde jsou tyto splachovače použity, je kolem 400 kPa, což je dost na vytlačení vody 42 m nad toaletní mísy. Proto v určitém smyslu efektivnost tohoto splachovače je podobna nádrži umístěné 42 m nad mísu (množství „splachovací energie“).

## Princip plováku
Plovák je připevněn k páce, která je volně uchycena ke kohoutku, který vede do nádoby. Pokud je páka ve vodorovné poloze, je přívod vody uzavřen. Na plovák působí vztlaková síla, která drží plovák na hladině, tudíž je páka ve vodorovné poloze. Po spláchnutí hladina vody klesá a s ní i plovák, který táhne jeden konec páky dolů, a tím se uvolní přívod vody. Nádoba se napouští a hladina vody stoupá. Vztlaková síla, která působí na plovák, ho tlačí směrem nahoru, páka se dostává do vodorovné polohy, a tím je přívod vody uzavřen.

## Nevýhody splachovacího záchodu
Za nevýhodu splachovacího záchodu se považuje velké plýtvání pitnou vodou a následné znečišťování vodních toků odtoky čisticích stanic, které vede k míchání lidského hnoje s průmyslovými toxiny, což znehodnocuje jeho použití v zemědělství.
Další nevýhodou je častá nedostupnost tradičních splachovacích toalet na cestách. Splachovací WC jsou ze své podstaty velmi hmotná zařízení, většinou jsou přišroubovaná k podlaze a napojena do kanalizačního řadu.
Pro opravdovou mobilitu a vykonání potřeby kdekoliv na cestách byly vyvinuty alternativní podoby tradičního WC:
- suché (chemické) WC, které je ovšem podobných rozměrů jako splachovací wc, pro vykonání potřeby okamžitě někde během cesty automobilem v dopravní zácpě se tedy nehodí. Mobilní chemické WC je hojně využíváno na menších stavbách, na chatách a chalupách, v obytných vozech apod.,
- „kapesní“ WC se používá pouze pro tekutý tělesný odpad, nicméně je hojně využíváno například piloty a pasažéry malých a UL letadel, mnohými řidiči, uvězněnými v dopravních zácpách, návštěvníky velkých koncertů apod.[zdroj?]

## Spotřeba vody na WC
Průměrná spotřeba vody při splachování činí 40 litrů na osobu za den. K nadměrnému plýtvání vodou může dojít, pokud se splachování na toaletě zasekává. Tento častý problém může zavinit zbytečnou ztrátu až 14 tisíc litrů vody za týden.